# 131-й истребительный авиационный полк
131-й истребительный авиационный полк (131-й иап) — воинская часть Военно-воздушных сил (ВВС) Вооружённых Сил РККА, принимавшая участие в боевых действиях Великой Отечественной войны.

## Наименования полка
За весь период своего существования полк несколько раз менял своё наименование:
- 131-й истребительный авиационный полк
- 40-й гвардейский истребительный авиационный полк
- 40-й гвардейский Тарнопольский истребительный авиационный полк
- 40-й гвардейский Тарнопольский ордена Кутузова истребительный авиационный полк
- 627-й гвардейский Тарнопольский ордена Кутузова истребительный авиационный полк
- 627-й гвардейский Тарнопольский ордена Кутузова учебный истребительный авиационный полк
- Полевая почта 40456

## Создание полка
131-й истребительный авиационный полк сформирован в Одесском военном округе в г. Запорожье при 7-й дальнебомбардировочной авиационной бригаде на основе 1-й эскадрильи 48-го истребительного авиационного полка и 2-й эскадрильи 18-го истребительного авиационного полка на самолётах И-16.

## Преобразование полка
131-й истребительный авиационный полк 8 февраля 1943 года на основании Приказа НКО СССР за образцовое выполнение боевых задач и проявленные при этом мужество и героизм переименован в 40-й гвардейский истребительный авиационный полк.

## В действующей армии
В составе действующей армии:
- с 22 июня 1941 года по 8 февраля 1943 года,

Всего 596 дней

## Командиры полка
- полковник Кондрат Емельян Филаретович[3], апрель 1940 — ноябрь 1940
- гвардии подполковник Гончаров Леонид Антонович[4], 04.1941 — 31.10.1941
- гвардии капитан, майор Давидков Виктор Иосифович[4], 01.11.1941 — 25.12.1942
- гвардии майор Токарев Моисей Степанович[4], 26.12.1942 — 08.07.1943
- гвардии капитан Назаренко Дмитрий Павлович[4], 09.07.1943 — 11.01.1944
- гвардии капитан, майор Китаев Николай Трофимович[4], 11.01.1944 — 19.05.1944
- гвардии майор, подполковник Карташов Михаил Васильевич[4], 07.06.1944 — 20.10.1945

Начальником штаба всю войну был капитан, гвардии подполковник Алексей Кузьмич Хрупало.

## В составе соединений и объединений
| Период        | Фронт (округ)                             | армия               | корпус                                              | дивизия                                                                                                   |
| ------------- | ----------------------------------------- | ------------------- | --------------------------------------------------- | --- |
| 01.04.1940 г. | Одесский военный округ                    |                     | 7-я дальнебомбардировочная авиационная бригада      | И-16, Запорожье                                                                                           |
| 28.06.1940 г. | Южный фронт                               | ВВС 9-й армии       | 1-я авиационная бригада                             | И-16, Участие в освобождении Бессарабии                                                                   |
| 09.07.1940 г. | Южный фронт                               | ВВС 9-й армии       | 1-я авиационная бригада                             | И-16 окончание боевых действий                                                                            |
| 25.07.1940 г. | Одесский военный округ                    |                     | 45-я смешанная авиационная дивизия                  | И-16 |
| 22.06.1941 г. | Южный фронт                               | ВВС фронта          |                                                     | 64 И-16 и 5 МиГ-3, Кривой Рог и Новополтавка                                                              |
| 04.07.1941 г. | Южный фронт                               | ВВС фронта          |                                                     | одержана первая победа в воздушном бою: ст. л-т Сигов Д. И. в воздушном бою в районе Тирасполя сбил Ju-88 |
| 20.08.1941 г. | Южный фронт                               | ВВС 6-й армии       | 64-я истребительная авиационная дивизия             | И-16 |
| 01.09.1941 г. | Южный фронт                               | ВВС 9-й армии       | 20-я смешанная авиационная дивизия                  | И-16 |
| 31.12.1941 г. | Южный фронт                               | ВВС Южного фронта   |                                                     | Передал 8 И-16 в 88-й иап и убыл в тыл Южного фронта на доукомплектование и переучивание                  |
| 18.03.1942 г. | Южный фронт                               | ВВС Южного фронта   | 6-й отдельный учебно-тренировочный авиационный полк | доукомплектование, ЛаГГ-3                                                                                 |
| 26.05.1942 г. | Южный фронт                               | 4-я воздушная армия | 217-я истребительная авиационная дивизия            | ЛаГГ-3 |
| 14.08.1942 г. | Закавказский фронт, Северная группа войск | 4-я воздушная армия | 217-я истребительная авиационная дивизия            | ЛаГГ-3 |
| 01.09.1942 г. | Закавказский фронт, Северная группа войск | 4-я воздушная армия | 217-я истребительная авиационная дивизия            | ЛаГГ-3, переучивание в полку на Ла-5                                                                      |
| 19.12.1942 г. | Закавказский фронт, Северная группа войск | 4-я воздушная армия | 217-я истребительная авиационная дивизия            | переформирование по новому штату, Ла-5, ЛаГГ-3, станица Нестеровская                                      |
| 28.01.1943 г. | Северо-Кавказский фронт                   | 4-я воздушная армия | 217-я истребительная авиационная дивизия            | Ла-5, ЛаГГ-3, станица Нестеровская                                                                        |
| 08.02.1943 г. | Северо-Кавказский фронт                   | 4-я воздушная армия | 217-я истребительная авиационная дивизия            | Полк преобразован в гвардейский, Ла-5, ЛаГГ-3, станица Нестеровская                                       |

## Участие в операциях и битвах
- Приграничные сражения в Молдавии[5] с 22 июня 1941 года по 26 июля 1941 года
- Тираспольско-Мелитопольская оборонительная операция[5] с 27 июля 1941 года по 28 сентября 1941 года
- Донбасская оборонительная операция[5] с 29 сентября 1941 года по 4 ноября 1941 года
- Ростовская оборонительная операция[5] с 5 ноября 1941 года по 2 декабря 1941 года
- Ростовская наступательная операция (1941)[5] с 5 ноября 1941 года по 2 декабря 1941 года
- Барвенковско-Лозовская операция[5] с 18 января 1942 года по 31 января 1942 года
- Харьковская операция[5] с 12 мая 1942 года по 25 мая 1942 года
- Битва за Кавказ с 25 июля 1942 года по 19 декабря 1942 года

## Отличившиеся воины полка
- Бородачёв Виктор Иванович, капитан, командир эскадрильи 40-го гвардейского истребительного авиационного полка 8-й гвардейской истребительной авиационной дивизии 5-го истребительного авиационного корпуса 2-й воздушной армии 1 июля 1944 года Указом Верховного Совета СССР удостоен звания Герой Советского Союза. Золотая Звезда № 2339.
- Гончаров Леонид Антонович, командир 131-го истребительного авиаполка 20-й смешанной авиадивизии 9-й армии Южного фронта, подполковник, Указом Президиума Верховного Совета СССР от 6 июня 1942 года за «умелое командование авиационным полком, образцовое выполнение боевых заданий командования на фронте борьбы с немецкими захватчиками и проявленные при этом мужество и героизм» удостоен звания Героя Советского Союза, посмертно.
- Гребенев Аркадий Дмитриевич, лётчик 40-го гвардейского истребительного авиационного полка, будучи штурманом 111-го гвардейского истребительного авиаполка 10-й гвардейской истребительной авиадивизии 10-го истребительного авиакорпуса 2-й воздушной армии 1-го Украинского фронта, Указом Президиума Верховного Совета СССР от 26 октября 1944 года удостоен звание Героя Советского Союза, Золотая Звезда № 4496.
- Давидков Виктор Иосифович, заместитель командира 131-го истребительного авиаполка 20-й смешанной авиадивизии 9-й армии Южного фронта, капитан, Указом Президиума Верховного Совета СССР от 6 июня 1942 года за образцовое выполнение боевых заданий командования на фронте борьбы с немецко-фашистским захватчиками и проявленные при этом мужество и героизм, удостоен звание Героя Советского Союза, Золотая Звезда № 850
- Кулешов Владимир Кузьмич, старший лейтенант, штурман 40-го гвардейского истребительного авиационного полка 8-й гвардейской истребительной авиационной дивизии 5-го истребительного авиационного корпуса 2-й воздушной армии 4 февраля 1944 года Указом Верховного Совета СССР удостоен звания Герой Советского Союза. Посмертно
- Китаев Николай Трофимович, командир эскадрильи 40-го гвардейского истребительного авиаполка 217-й истребительной авиадивизии 4-й воздушной армии Северо-Кавказского фронта, гвардии старший лейтенант, впоследствии командир полка, Указом Президиума Верховного Совета СССР от 1 мая 1943 года удостоен звания Герой Советского Союза. Золотая Звезда № 1063
- Кратинов Семён Устинович, командир эскадрильи 131-го истребительного авиационного полка 217-й истребительной авиационной дивизии 4-й воздушной армии, впоследствии командир полка, Указом Президиума Верховного Совета СССР от 10 апреля 1945 года удостоен звание Героя Советского Союза, Золотая Звезда № 6089
- Назаренко Дмитрий Павлович, командир эскадрильи 131-го истребительного авиационного полка 217-й истребительной авиационной дивизии 4-й воздушной армии, впоследствии командир полка, Указом Президиума Верховного Совета СССР от 13 декабря 1942 года удостоен звание Героя Советского Союза, Золотая Звезда № 831
- Сигов Дмитрий Иванович, заместитель командира 131-го истребительного авиаполка 217-й истребительной авиадивизии 4-й воздушной армии Закавказского фронта, Указом Президиума Верховного Совета СССР от 13 декабря 1942 года удостоен звание Героя Советского Союза, посмертно.
- Семенюк Иван Иванович, капитан, командир эскадрильи 40-го гвардейского истребительного авиационного полка 8-й гвардейской истребительной авиационной дивизии 5-го истребительного авиационного корпуса 2-й воздушной армии 1 июля 1944 года Указом Верховного Совета СССР удостоен звания Герой Советского Союза. Золотая Звезда № 2381
- Скрябин Виктор Иванович, заместитель командира эскадрильи 40-го гвардейского истребительного авиаполка 217-й истребительной авиадивизии 4-й воздушной армии Северо-Кавказского фронта, гвардии старший лейтенант, Указом Президиума Верховного Совета СССР от 1 мая 1943 года удостоен звание Героя Советского Союза, посмертно.
- Тока́рев Моисе́й Степа́нович, заместитель командира авиационной эскадрильи, старший политрук, впоследствии командир полка, Указом Президиума Верховного Совета СССР от 13 декабря 1942 года удостоен звание Героя Советского Союза, Золотая Звезда № 830
- Фёдоров Аркадий Васильевич, командир звена 131-го истребительного авиаполка, будучи заместителем командира эскадрильи 16-го гвардейского иап, Указом Президиума Верховного Совета СССР от 13 апреля 1944 года удостоен звания Героя Советского Союза, Золотая Звезда № 1322.
- Шварёв Александр Ефимович, штурман 40-го гвардейского истребительного авиаполка 8-й гвардейской истребительной авиационной дивизии 5-го истребительного авиационного корпуса 2-й воздушной армии, генерал-майор в отставке, Указом Президента Российской Федерации от 11 октября 1995 года удостоен звания Герой Российской Федерации, Звезда № 231
- Яровой Филипп Степанович, командир 2-й авиационной эскадрильи 131-го истребительного авиационного полка 217-й истребительной авиационной дивизии 4-й воздушной армии Закавказского фронта, лейтенант, Указом Президиума Верховного Совета СССР от 23 ноября 1942 года за образцовое выполнение боевых заданий командования на фронте борьбы с немецко-нацистскими захватчиками и проявленные при этом мужество и героизм удостоен звания Героя Советского Союза. Посмертно.

## Статистика боевых действий
Всего за 1941—1942 годы Великой Отечественной войны полком:
| Выполнено боевых вылетов | Сбито самолётов в воздухе | Уничтожено самолётов всего |
| ------------------------ | ------------------------- | -------------------------- |
| 8197                     | 170                       | 201                        |

Свои потери:
| Потеряно самолётов, всего | Погибло лётчиков всего |
| ------------------------- | ---------------------- |
| 91                        | 49                     |

## Самолёты на вооружении
| Период      | Самолёты |
| ----------- | -------- |
| 1941 — 1941 | И-16     |
| 1941 — 1942 | МиГ-3    |
| 1941 — 1942 | ЛаГГ-3   |
| 1942 — 1944 | Ла-5     |